# シャルル・ボネ

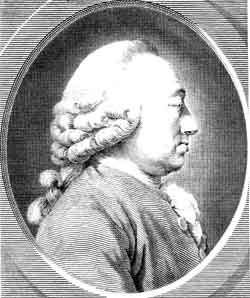
Charles Bonnet

シャルル・ボネ（Charles Bonnet、1720年3月13日 – 1793年5月20日）は、18世紀のジュネーヴの博物学者・哲学者である。博物学の分野では生物の発生についての先駆的な実験、考察を行った。後に哲学に転じた。

## 生涯
サン・バルテルミの大虐殺後、ユグノーであるゆえ宗教的迫害を受けフランスからジュネーヴに逃れた家系の出身であり、この地に生まれた。同じく博物学者のアブラハム・トランブレー（仏語発音はアブラム）は従兄にあたる。ジュネーヴから出ることなく、1752年から1768年の間、共和国の評議会議員となった時期を除いて、社会的な活動を行うことはなかった。16歳の時にノエル＝アントワーヌ・プルーシェ（仏語発音はプリュシュ）の『自然の光景』(Spectacle de la nature) を読み、昆虫の生態に興味を持った。昆虫学者のルネ・レオミュールの著書も読み、自らも昆虫の観察を加えて1740年にアブラムシ（aphids）の「単為生殖」を確認した論文をパリの科学アカデミーに送り、アカデミーの通信会員に選ばれた。
1741年からヒドラなどの生殖や再生の研究を始めた。1743年にロンドンの王立協会の会員に選ばれた。1745年に昆虫に関する発見を記述した最初の著書 Traité d'insectologie (『昆虫論』) を出版した。1754年に植物学の著書 Recherches sur l'usage des feuilles dans les plantes (『植物における葉の機能の研究』) を出版した。その後、視力を失い哲学に転じた。1760年には Essai analytique sur les facultés de l'âme (『魂の諸能力に関する分析試論』) において、視力障害者に特有な幻視の症状「シャルル・ボネ症候群」の記述をした。
他に、哲学の著作である Essai de psychologie (『心理学試論』) (1755), Considérations sur les corps organisés (『有機体論考』) (1762), La palingénésie philosophique (『哲学的新生』) (1769), 博物学の著作である Contemplation de la nature (『自然の観照』) (1764) などがある。

## 主な著書
- Traité d'insectologie (『昆虫論』) (Paris, 1745)
- Recherches sur l'usage des feuilles dans les plantes (『植物における葉の機能の研究』) (Leiden, 1754)
- Essai de psychologie, ou considérations sur les opérations de l'âme (『心理学試論』) (London, 1755) (匿名出版)〔邦訳: シャルル・ボネ『心理学試論』, 飯野和夫・沢崎壮宏訳, 国書刊行会 (十八世紀叢書第７巻『生と死』所収), 2020〕
- Essai analytique sur les facultés de l'âme (『魂の諸能力に関する分析試論』) (Copenhagen, 1760)
- Considérations sur les corps organisés (『有機体論考』) (Amsterdam, 1762)
- Contemplation de la nature (『自然の観照』) (Amsterdam, 1764)
- La palingénésie philosophique (『哲学的新生』) (Geneva, 1769)
- Œuvres d'histoire naturelle et de philosophie (『博物学哲学著作集』) (Neuchâtel, 1779-1783, 8 vol. in -4 ; 18 vol. in-8)